# Chlorochroa reuteriana
Chlorochroa (Rhytidolomia) reuteriana ist eine Wanzenart aus der Familie der Baumwanzen (Pentatomidae). Sie ist eine von drei Arten der Gattung Chlorochroa, die in der Paläarktis vorkommt. Die restlichen 20 Chlorochroa-Arten sind in Amerika heimisch.

## Merkmale
Die grün gefärbten Wanzen erreichen eine Körperlänge von 9 bis 11 Millimeter. Sie besitzen eine ovale Gestalt. Sie sind an ihren Rändern rot oder orange gesäumt (im Gegensatz zu Chlorochroa pinicola oder Chlorochroa juniperina, die weißliche oder gelbliche Umrandungen aufweisen). Das untere Ende des Schildchens (Scutellum) ist hell gefärbt.

## Verbreitung
Die Art kommt auf der Iberischen Halbinsel sowie in den französischen Pyrenäen vor.

## Lebensweise
Chlorochroa reuteriana findet man meist an Kiefern wie Waldkiefer (Pinus sylvestris), Schwarzkiefer (Pinus nigra) oder Pinus uncinata. Die adulten Wanzen fliegen im Spätsommer und Herbst (August bis Oktober).

## Systematik
Aus der Literatur ist das folgende Synonym bekannt:
- Rhytidolomia reuteriana Kirkaldy, 1909